# Tetraconta clepsimorpha
Tetraconta clepsimorpha är en fjärilsart som beskrevs av Turner 1932. Tetraconta clepsimorpha ingår i släktet Tetraconta och familjen plattmalar. Inga underarter finns listade i Catalogue of Life.